# Borkenes
Borkenes este o localitate din comuna Kvæfjord, provincia Troms, Norvegia, cu o suprafață de 1,09 km² și o populație de 1.567 locuitori (2013).